# 2018
2018 (MMXVIII) je bilo navadno leto, ki se je po gregorijanskem koledarju začelo na ponedeljek.
Vlada Republike Slovenije je leto 2018 razglasila za Cankarjevo leto, 11. decembra je bila namreč stota obletnica smrti Ivana Cankarja, enega največjih slovenskih pisateljev. Ob tej priložnosti so po Sloveniji potekale številne kulturne aktivnosti.

## Dogodki

### Januar–junij
- 6. februar – ameriško zasebno podjetje SpaceX izvede uspešno krstno izstrelitev supertežke nosilne rakete Falcon Heavy, trenutno najzmogljivejše tovrstne rakete v operativni rabi.
- 9.–25. februar – v Pjongčangu v Južni Koreji potekajo 23. zimske olimpijske igre.
- 4. marec – rusko-britanski dvojni agent Sergej Skripal in njegova hči sta v Londonu žrtev zastrupitve z živčnim strupom novičok.
- 14. marec – predsednik vlade Republike Slovenije Miro Cerar oznani svoj odstop zaradi zapletov pri načrtovanju drugega tira železniške proge Divača - Koper.
- 28. marec – severnokorejski voditelj Kim Džong-un opravi prvi državniški obisk v tujini od prevzema oblasti leta 2011, pri kitajskem predsedniku Ši Džinpingu.
- konec marca – Združeno kraljestvo in več kot 20 evropskih držav ter Združene države Amerike izženejo skupno več kot 100 ruskih diplomatov v odziv na incident z živčnim strupom v začetku marca, za katerega krivijo ruske oblasti.
- 14. april – ameriška, britanska in francoska vojska izvedejo koordiniran napad na vladne položaje v Siriji v odgovor na domnevno uporabo kemičnega orožja v mestu Douma teden dni prej.
- 27. april – Kim Džong-un kot prvi severnokorejski voditelj vstopi na ozemlje Južne Koreje na meddržavno srečanje.
- 2. maj – baskovska teroristična organizacija ETA oznani samorazpustitev in konec več kot 50 let trajajočega boja za neodvisnost Baskije.
- 13. maj – po sodni razveljavitvi rezultata je znova izveden referendum o Zakonu o izgradnji, upravljanju in gospodarjenju z drugim tirom železniške proge Divača–Koper, ki pa se ga znova udeleži premalo volivcev, da bi dosegli kvorum.
- 25. maj – v Evropski uniji stopi v veljavo Splošna uredba o varstvu podatkov, ki močno poostri nadzor nad osebnimi podatki državljanov.
- 3. junij – na predčasnih volitvah v Državni zbor Republike Slovenije prejme največ glasov Slovenska demokratska stranka.
- 12. junij – na vrhu v Singapurju se prvič v zgodovini srečata voditelja Združenih držav Amerike in Severne Koreje.
- 14. junij–15. julij – na svetovnem prvenstvu v nogometu v Rusiji osvoji naslov prvaka francoska nogometna reprezentanca.
- 24. junij – Saudova Arabija ukine prepoved upravljanja z motornimi vozili za ženske.

### Julij–december
- 9. julij – Eritreja in Etiopija uradno zaključita dvajset let trajajoč oborožen ozemeljski spor glede območja mesta Badme ob meji med državama.
- 17. julij – Evropska unija in Japonska sprejmeta gospodarski sporazum, s katerim nastane največja prostotrgovinska cona na svetu v vrednosti tretjine svetovnega BDP-ja.
- 7. avgust – Združene države Amerike enostransko znova uvedejo sankcije proti Iranu zaradi iranskega jedrskega programa.
- 12. avgust – 
  - pet obalnih držav – Rusija, Kazahstan, Azerbajdžan, Iran in Turkmenistan – podpiše Konvencijo o pravnem statusu Kaspijskega jezera in konča dvajsetletni spor o statusu.
  - NASA izstreli vesoljsko sondo Parker proti Soncu z namenom preučevanja Sončeve korone.
- 14. avgust – v Genovi se med nevihto zruši avtocestni viadukt Morandi, umre 43 ljudi.
- 7. september – z vrha Triglava s helikopterjem prvič v 123 letih po postavitvi na restavriranje odpeljejo Aljažev stolp.
- 13. september – imenovana je 13. vlada Republike Slovenije pod vodstvom premierja Marjana Šarca.
- 15. september – Očistimo Slovenijo 2018, tretja vseslovenska prostovoljska čistilna akcija v organizaciji društva Ekologi brez meja.
- 30. september – v Makedoniji poteka referendum o spremembi imena države v Severno Makedonijo, s čimer bi rešili dolgoletni spor z Grčijo, a rezultat ni veljaven zaradi prenizke udeležbe.
- 8. oktober – Medvladni forum za podnebne spremembe v svojem poročilu izpostavi nujnost sprememb, s katerimi bi omejili globalno segrevanje na 1,5 °C nad predindustrijsko ravnijo.
- 20. oktober – proti Merkurju je izstreljena raziskovalna sonda BepiColombo, skupni projekt Evropske in Japonske vesoljske agencije, s predvidenim prihodom leta 2025.
- 23. oktober – na Kitajskem je odprt most Hongkong–Džuhai–Macao prek izliva Biserne reke, najdaljša čezmorska povezava na svetu.
- 4. november – volivci Nove Kaledonije na referendumu zavrnejo neodvisnost od Francije.
- 5. november – sonda Voyager 2 zapusti Osončje in postane drugi predmet človeške izdelave (po predhodniku leta 2012), ki je vstopil v medzvezdni prostor.
- 16. november – 26. Generalna konferenca za uteži in mere sprejme nove definicije za kilogram, amper, kelvin in mol (v veljavi od 20. maja 2019).
- 18. november – v Sloveniji je izveden prvi krog lokalnih volitev.
- 25. november – kitajski embriolog He Džjankuj oznani rojstvo deklic, ki jima je z etično sporno tehniko CRISPR/Cas9 spremenil genom za odpornost proti virusu HIV.
- 26. november – Nasina robotska sonda InSight uspešno pristane na Marsu, kjer bo preučevala zlasti geološko sestavo tal.
- 27. november – Ukrajina razglasi vojno stanje v odziv na incident z ruskim zasegom vojaških ladij v Kerškem prelivu pri Krimu.
- 2. december – v drugem krogu lokalnih volitev v Sloveniji volivci izbirajo župane 56 občin, v katerih noben kandidat ni dobil večinske podpore v prvem krogu.
- 10. december – v Marakešu predstavniki več kot 150 držav članic Združenih narodov potrdijo t. i. Marakeško pogodbo, dogovor o varnih, urejenih in zakonitih migracijah.

## Smrti
- 6. januar – Tugo Klasinc, slovenski novinar (* 1923)
- 7. januar – France Gall, francoska pevka (* 1947)
- 11. januar – Robert K. Grasselli, ameriško-slovenski kemik (*1930)
- 15. januar – Dolores O'Riordan, irska pevka (* 1971)
- 22. januar – Ursula Kroeber Le Guin, ameriška pisateljica (* 1929)
- 31. januar – Franc Ankerst, slovenski besedilopisec in glasbenik (* 1935)
- 18. februar – Günter Blobel, nemško-ameriški biolog, nobelovec (* 1936)
- 19. februar – Sergej Litvinov, ruski atlet (* 1958)
- 22. februar – Richard Edward Taylor, kanadsko-ameriški fizik, nobelovec (* 1929)
- 11. marec – Siegfried Rauch, nemški igralec (* 1932)
- 14. marec – Stephen Hawking, angleški fizik, matematik in kozmolog (* 1942)
- 20. marec – Dejan Bravničar, slovenski violinist (* 1937)
- 21. marec – Andrej Nahtigal, slovenski igralec (*1942)
- 5. april – Isao Takahata, japonski režiser, scenarist in producent (* 1935)
- 13. april – Miloš Forman, češko-ameriški filmski režiser (* 1932)
- 22. april – Demeter Bitenc, slovenski igralec (* 1922)
- 24. april – Metka Krašovec,  slovenska slikarka in grafičarka (* 1941)
- 7. maj – Miki Muster, slovenski animator, ilustrator in stripar (* 1925)
- 22. maj – Philip Roth, ameriški pisatelj (* 1933)
- 26. maj – Alan Bean, ameriški častnik, preskusni pilot in astronavt (* 1932)
- 28. maj – Jens Christian Skou, danski zdravnik in biokemik, nobelovec (* 1918)
- 1. junij – Sinan Sakić, srbski pevec (* 1956)
- 2. junij – Paul D. Boyer, ameriški kemik, nobelovec (* 1918)
- 8. junij – Maria Bueno, brazilska tenisačica (* 1939)
- 25. junij – Štefka Drolc, slovenska igralka (* 1923)
- 29. junij – 
  - Arvid Carlsson, švedski nevroznanstvenik in farmakolog, nobelovec (* 1923)
  - Irena Szewińska, poljska atletinja (* 1946)
- 29. julij – Oliver Dragojević, hrvaški pevec (* 1947)
- 6. avgust – Joël Robuchon, francoski kuharski mojster (* 1945)
- 11. avgust – V. S. Naipaul, trinidadsko-britanski pisatelj, nobelovec (* 1932)
- 16. avgust – Aretha Franklin, ameriška pevka in pianistka (* 1942)
- 18. avgust – Kofi Anan, ganski diplomat, nobelovec (* 1938)
- 24. avgust – Ciril Zlobec, slovenski pisatelj in politik (* 1925)
- 25. avgust – John McCain, ameriški politik (* 1936)
- 6. september – Burt Reynolds, ameriški igralec (* 1936)
- 13. september – Ivo Petrić, slovenski skladatelj (* 1931)
- 23. september – Charles Kuen Kao, kitajsko-ameriški fizik in inženir, nobelovec (* 1933)
- 1. oktober – Charles Aznavour, armensko-francoski pevec (* 1924)
- 3. oktober – Leon Max Lederman, ameriški fizik, nobelovec (* 1922)
- 6. oktober – Montserrat Caballé, španska sopranistka (* 1933)
- 14. oktober – Milena Dravić, srbska filmska igralka (* 1940)
- 15. oktober – Arto Paasilinna, finski pisatelj (* 1942)
- 19. oktober – Osamu Šimomura, japonski biokemik in morski biolog, nobelovec (* 1928)
- 23. oktober – Alojz Rebula, slovenski pisatelj (* 1924)
- 12. november – Stan Lee, ameriški stripar in urednik (* 1922)
- 20. november – Aaron Klug, britanski kemik in biofizik, nobelovec (* 1926)
- 26. november – Bernardo Bertolucci, italijanski režiser (* 1941)
- 30. november – George H. W. Bush, ameriški politik, diplomat in častnik (* 1924)
- 7. december – Belisario Betancur, kolumbijski ekonomist, pravnik, pisatelj, politik in akademik (* 1923)
- 9. december – Riccardo Giacconi, italijansko-ameriški astrofizik, nobelovec (* 1931)
- 26. december – Roy Jay Glauber,  ameriški fizik, nobelovec (* 1925)

## Nobelove nagrade
- fizika: Arthur Ashkin, Gérard Mourou in Donna Strickland
- fiziologija ali medicina: James P. Allison in Tasuku Hondžo
- kemija: Frances Arnold, George P. Smith in Gregory P. Winter
- književnost: ni bila podeljena[2]
- mir: Denis Mukwege in Nadia Murad
- ekonomija: William D. Nordhaus in Paul M. Romer